# تیلور هندز
تیلور هندز (انگلیسی: Taylor Hinds؛ زادهٔ ۲۵ آوریل ۱۹۹۹) بازیکن فوتبال اهل بریتانیا است.
از باشگاه‌هایی که در آن بازی کرده‌است می‌توان به باشگاه فوتبال آرسنال، باشگاه فوتبال زنان لیورپول، و باشگاه فوتبال زنان اورتون اشاره کرد.
وی همچنین در تیم‌های ملی فوتبال England women's national under-17 football team و England women's national under-19 football team بازی کرده‌است.